# Fußball-Bundesliga/Rekorde/SC Fortuna Köln
Der Artikel Fußball-Bundesliga/Rekorde/SC Fortuna Köln listet die vereinsspezifischen Rekorde des SC Fortuna Köln auf, die mit Bezug auf die Zugehörigkeit zur deutschen Fußball-Bundesliga gehalten werden.
Der Verein ist aktuell kein Bundesligist (Stand: Saison 2025/26).

Siehe auch: 

## Vorbemerkung
Es besteht eine Unterteilung zwischen Positiv- und Negativrekorden sowie vereinsinternen Bestmarken. Weitere Rekorde, die dem Verein nicht zuzuordnen sind, werden im Hauptartikel unter „Allgemein“ gelistet. Dort bestehen zudem die Rubriken „Trainerspezifische Rekorde“, „Schiedsrichterspezifische Rekorde“ sowie „Sonstige Rekorde“. Es besteht außerdem die Möglichkeit „In nächster Zeit möglicherweise fallende Bestmarken“ im unteren Bereich der Hauptseite festzuhalten, bzw. die neuen Rekorde an die passenden Stellen einzusortieren. Wenn möglich, wird zu einem Positivrekord auch der Negativrekord als Gegenstück gelistet (und andersrum). Die Liste erhebt keinen Anspruch auf Vollständigkeit.

## SC Fortuna Köln
Aktuelle Platzierung in der Ewigen Tabelle der Fußball-Bundesliga: Platz 53 von 58 (Stand: 34. Spieltag 2024/25)

### Vereinsintern
- Rekordspieler: Wolfgang Fahrian (34 Einsätze)[1]
- Rekordfeldspieler: Wolfgang Glock (33 Einsätze)[1]
- Rekordtorschützen (je 9 Tore):[2]
  - Rolf Kucharski
  - Karl-Heinz Struth
- erster Torschütze: Wolfgang Glock (bei der 1:3-Niederlage am 1. Spieltag 1973/74)[3]